# Magomadas
Magomadas (Magumàdas in sardo) è un comune italiano di 596 abitanti della provincia di Oristano in Sardegna, nell'antica regione della Planargia. Magomadas è conosciuto per la presenza di numerosi vitigni, e soprattutto per la coltivazione della pregiata e rinomata malvasia di Magomadas. 

## Geografia fisica
Da Magomadas è possibile ammirare un suggestivo panorama dalla località Sa Costa, meta turistica. Merito della posizione sopraelevata di cui gode il territorio e da cui è possibile ammirare dall'alto la vallata di Modolo e i territori del comune di Bosa. Dalla punta del nuraghe Lorio e dal belvedere di Santu Nigola è possibile scorgere un'area che comprende tutto il litorale da Cuglieri ai confini di Bosa-Alghero.

## Storia

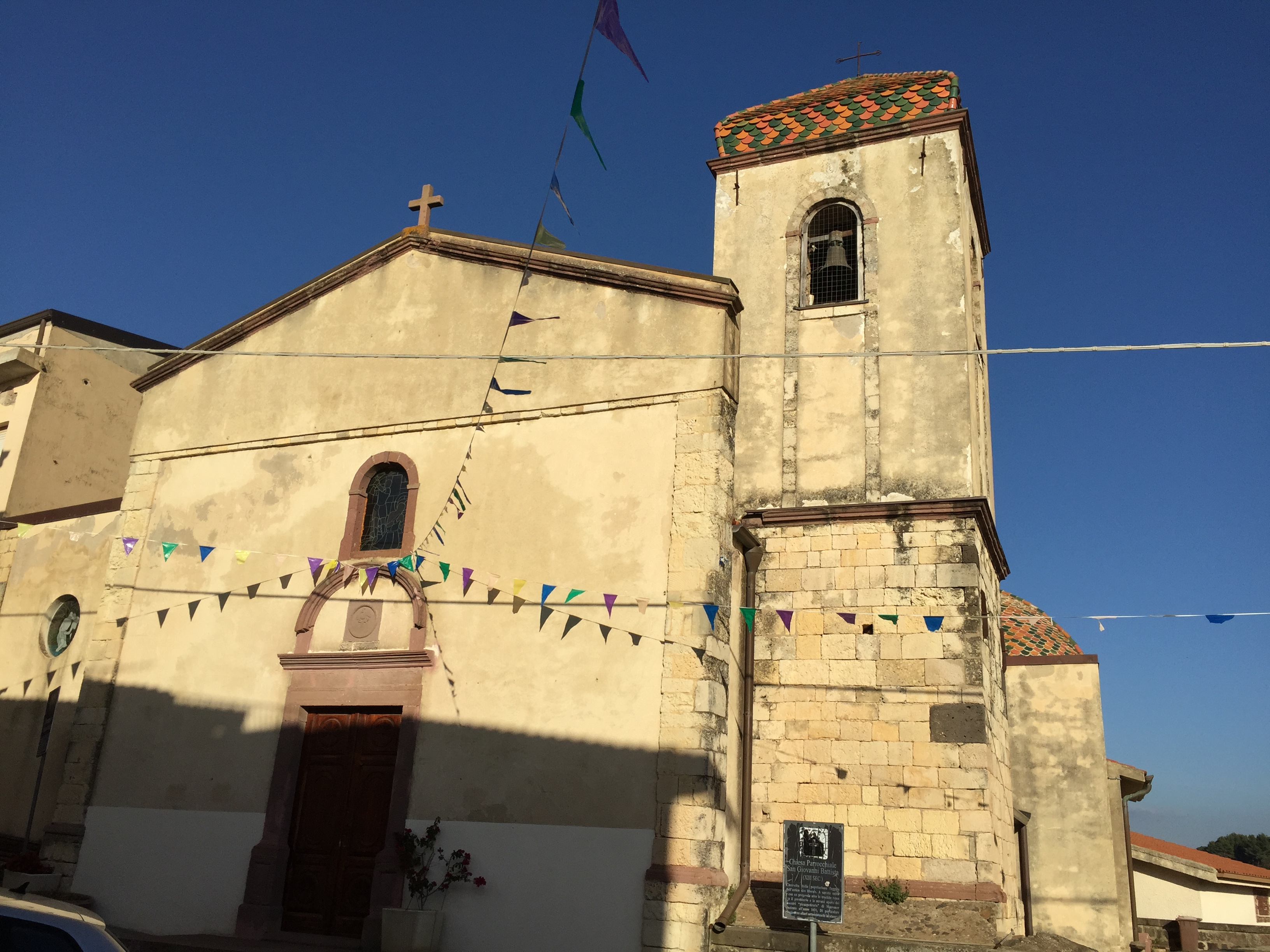
La chiesa parrocchiale di San Giovanni Battista

L'area fu abitata già in epoca prenuragica e nuragica per la presenza sul territorio di numerose testimonianze archeologiche, tra cui un pozzo sacro nuragico e un nuraghe.
Nel medioevo appartenne al Giudicato di Torres e fece parte della curatoria della Planargia. Alla caduta del giudicato (1259) venne governato dai Malaspina e successivamente (1308) entrò a far parte del Giudicato di Arborea. Intorno al 1420 passò sotto il dominio aragonese e divenne un feudo, concesso inizialmente, nel 1464, alla famiglia Villamarina, per poi essere incorporato nel XVIII secolo dai Savoia insieme a nel marchesato della Planargia, feudo dei Paliaccio. Fu riscattato agli ultimi feudatari nel 1839 con la soppressione del sistema feudale.
Ai sensi della Legge Regionale n. 10 del 13 ottobre 2003, che ha ridefinito le circoscrizioni delle nuove province sarde, il comune di Magomadas è passato dalla Provincia di Nuoro alla Provincia di Oristano.

### Simboli
Lo stemma e il gonfalone del comune di Magomadas sono stati concessi con decreto del presidente della Repubblica del 19 gennaio 1999.
Stemma
(Art. 12 c. 2 dello Statuto)
Il motto latino Praeter omnes angulus meus ridet che accompagna lo stemma comunale, si può tradurre "Il mio angolo [di terra] più d'ogni altro mi rende felice" ed è tratto dalle Odi di Orazio (II, 6, 13).
Gonfalone
(Art. 12 c. 3 dello Statuto)

## Monumenti e luoghi di interesse

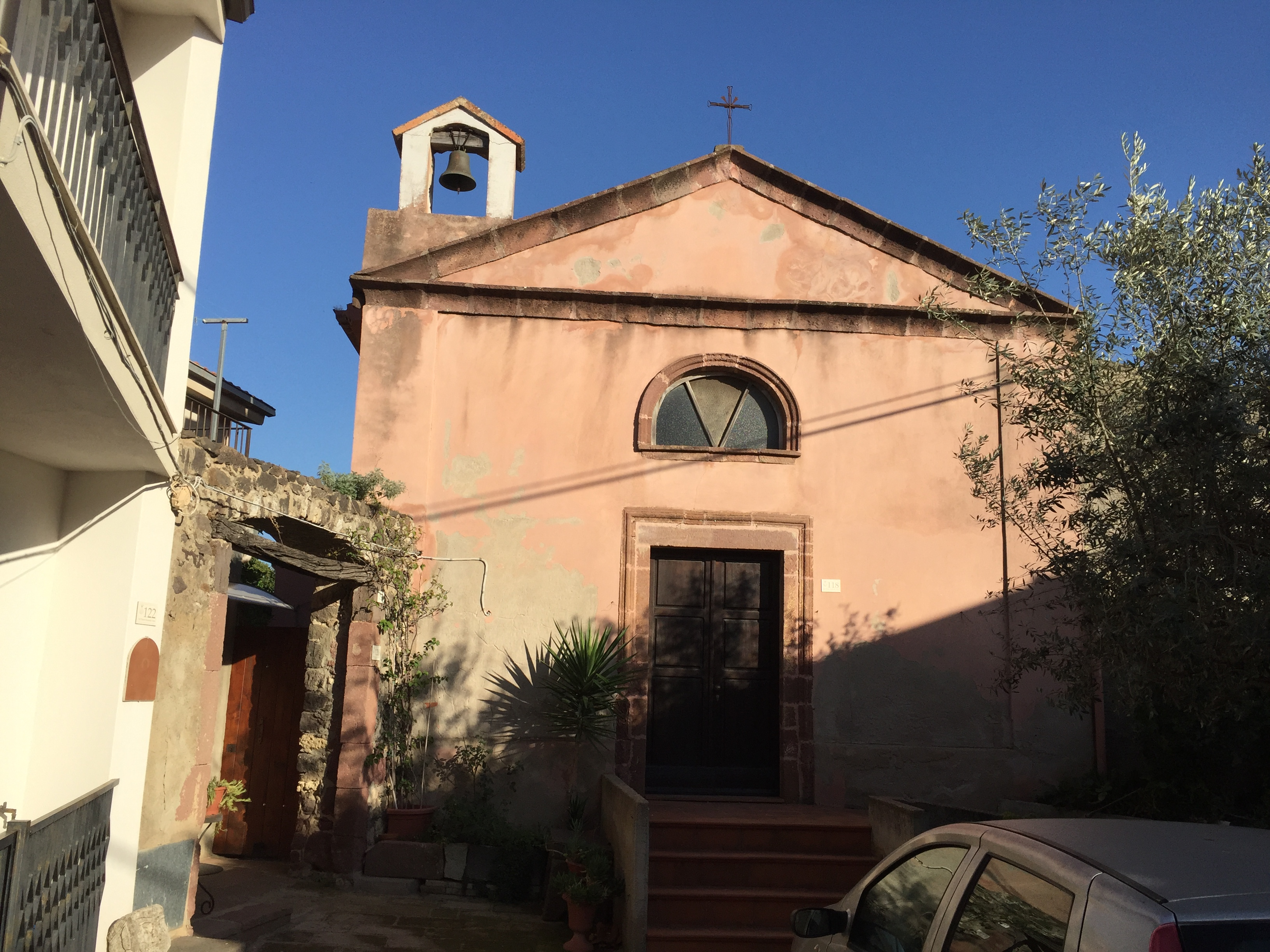
La chiesa di Santa Croce

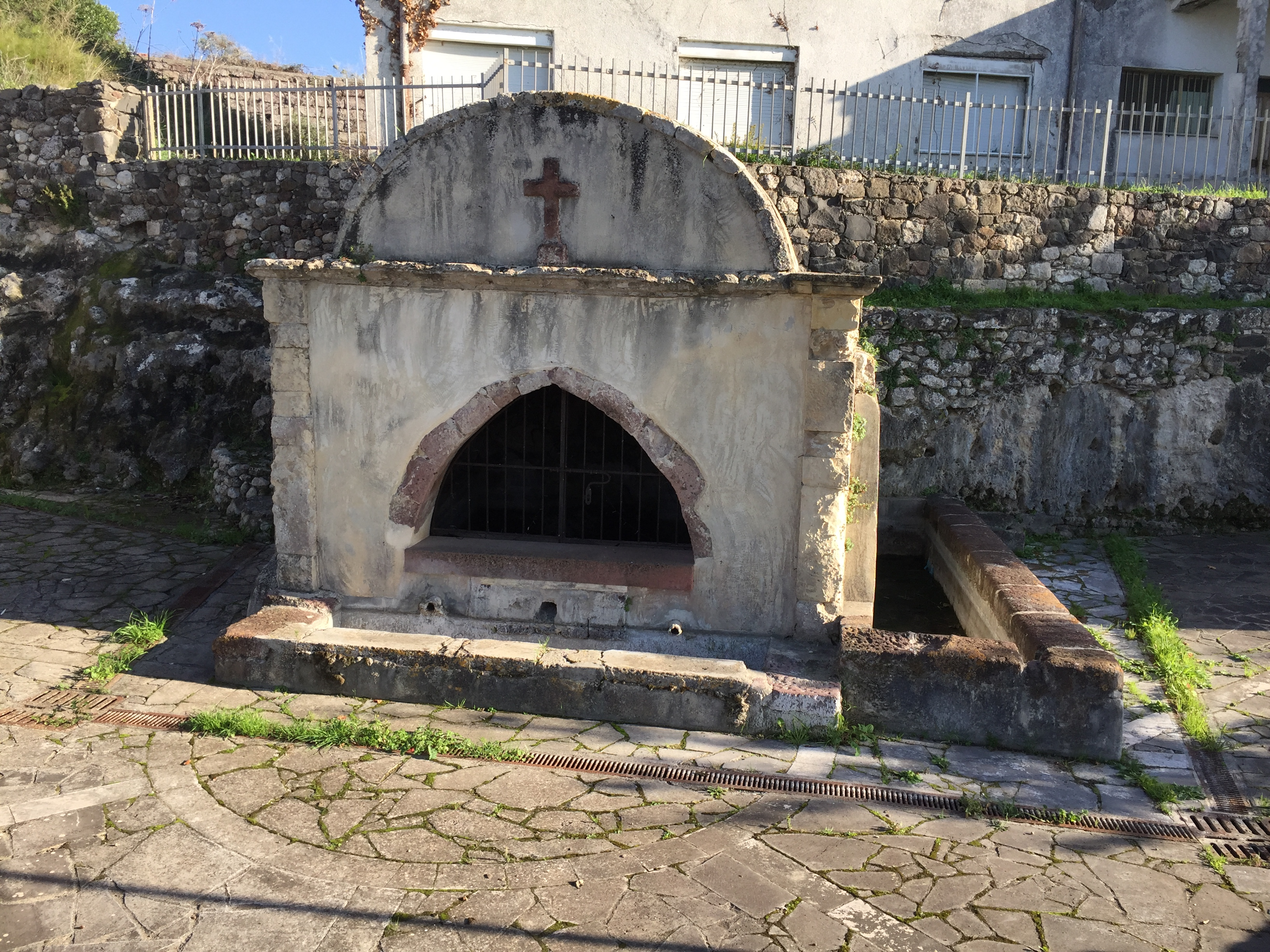
La fonte di Sant'Elia

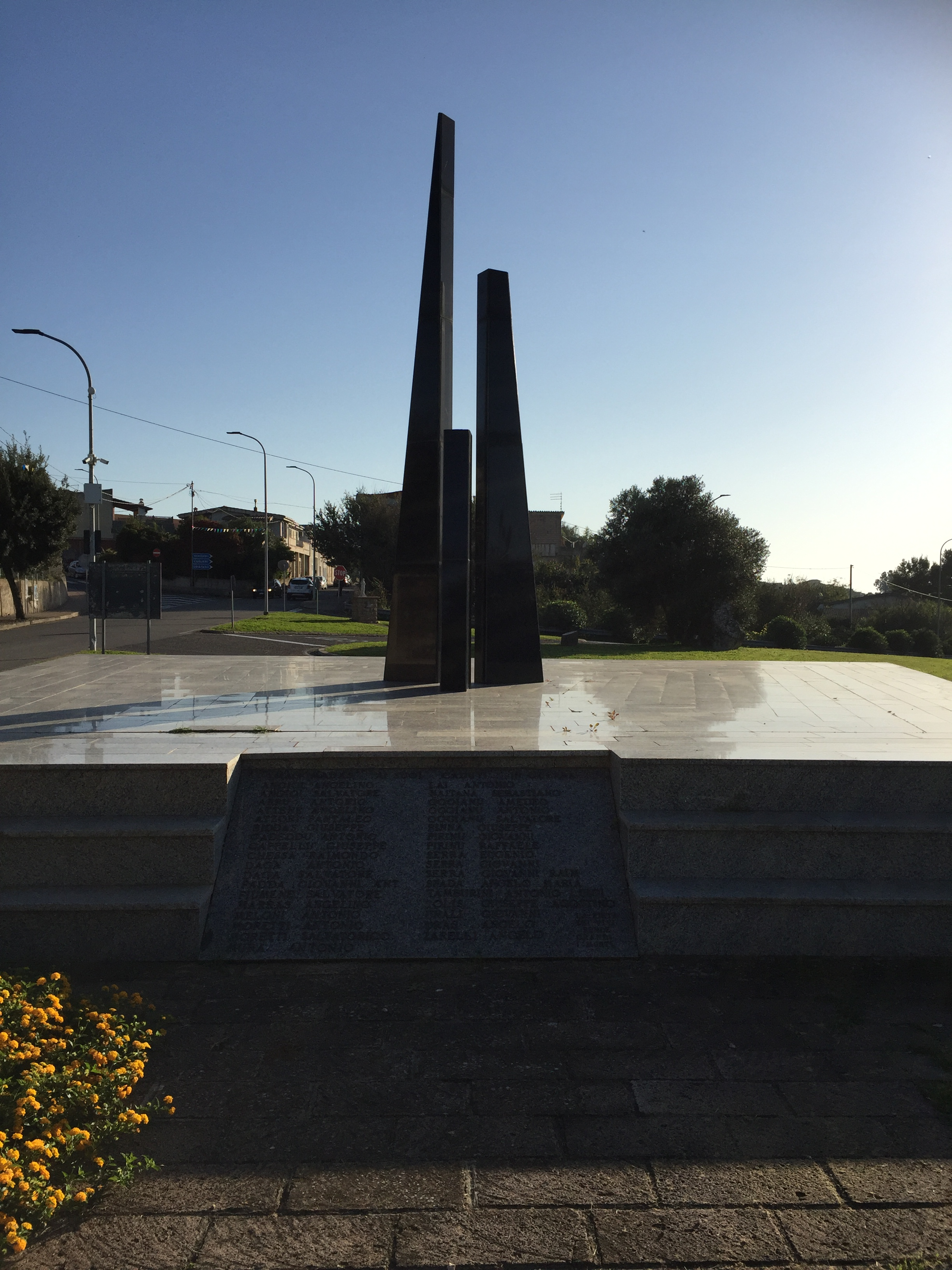
Il monumento ai Caduti

### Architetture religiose
- Chiesa parrocchiale di San Giovanni Battista
- Chiesa di Santa Croce
- Chiesa di Santa Maria del Mare

### Fontane
- Fonte di Sant'Elia

### Monumenti
- Monumento ai Caduti

### Siti archeologici
- Nuraghe Sebes

## Cultura

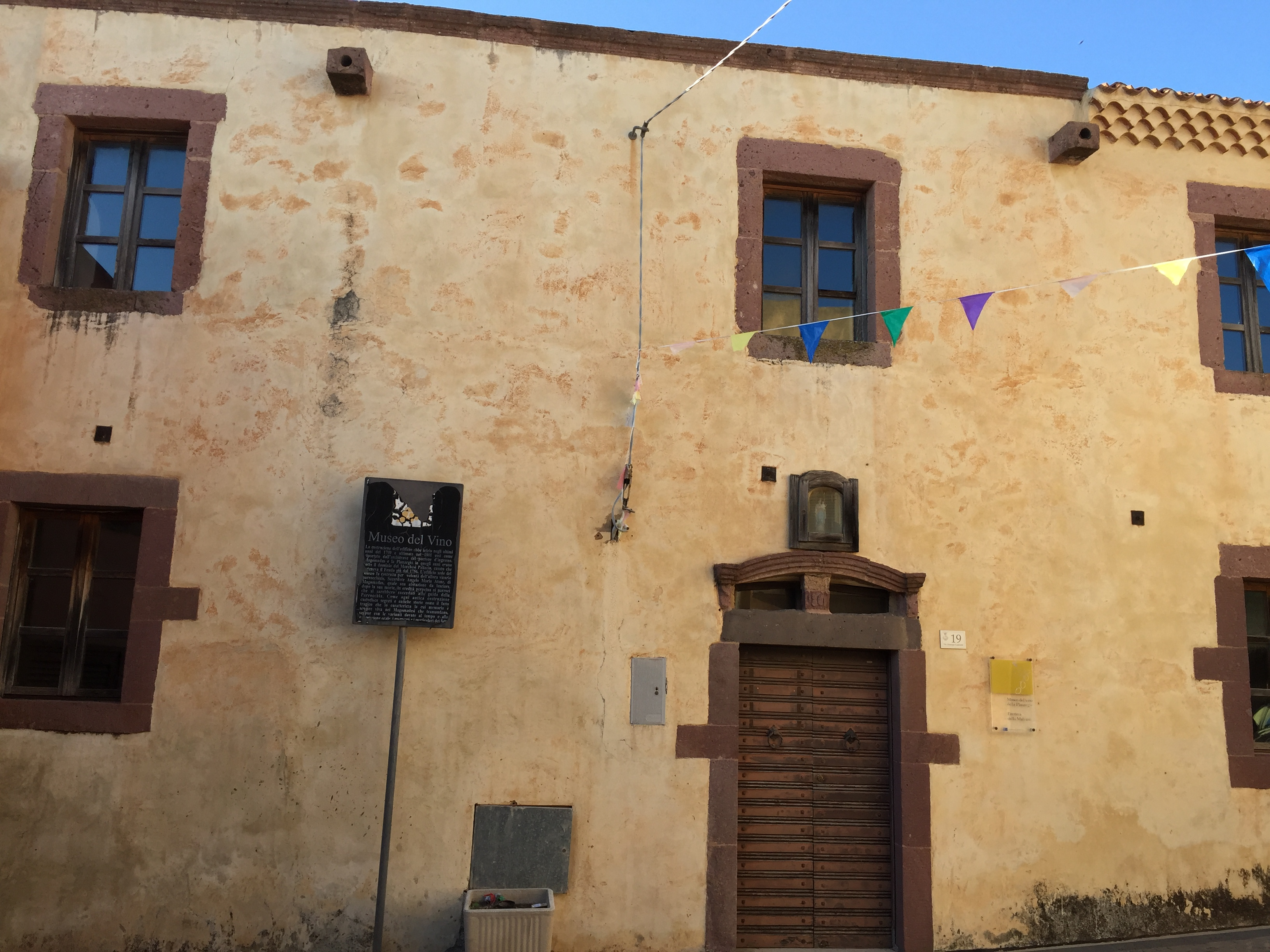
Veduta della facciata e dell'ingresso principale del museo.

### Musei
- Museo del vino

## Società

### Evoluzione demografica
Abitanti censiti

### Lingue e dialetti
La variante del sardo parlata a Magomadas è quella logudorese centrale o comune.